# 上甘岭战役
上甘岭战役（：／），是朝鲜战争后期僵持阶段的一次主要战役，為聯合國軍「摊牌行动」（Operation Showdown）的一部份。1952年夏季，美第9軍計劃動用美國陸軍第7師，大韓民國陸軍第2師及第9師，奪取五聖山南麓的上甘岭及其邻近的狙擊嶺，進而威脅五聖山，這次行動稱之為“攤牌行動”。
攤牌行動的直接目标三角高地是位於江原道鐵原郡金化郡以北2公里（1.2英里）的一个森林山脊，中文稱上甘嶺。上甘嶺被中國人民志願軍第15军的精銳部隊106團占领。在将近一个月的时间里，美軍和韓國國軍反復發動攻勢，試圖占领上甘嶺和附近的狙擊手嶺。聯合國軍尽管擁有明顯的火炮與空中優勢，但不断增加的伤亡导致行動在经过42天的战斗后停止，聯合國軍僅攻佔狙擊嶺南峰，而中國人民志願軍部队最終依舊佔領上甘嶺。

## 背景及准备

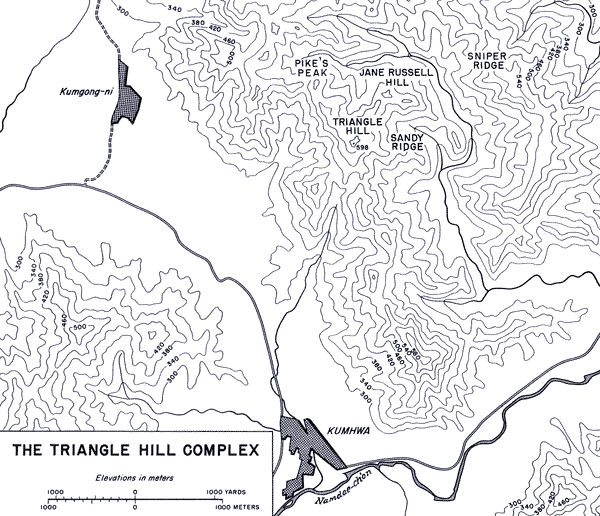
五聖山地區示意圖

1952年，朝鲜战争进入阵地相持阶段，即静态战争阶段。5月，克拉克接替李奇微担任总司令；6月，板门店谈判因战俘遣返问题陷入僵局，克拉克推翻了原来李奇威的立场，下令对朝鲜发电设施进行轰炸以便施加压力，美国政府在国内也面临重大挑战，国内反战情绪高涨，政府害怕公众压力会迫使美国在谈判桌前处於不利地位，与此同时，两党总统候选人都同意儘早通过政治手段结束朝鲜战争，而共和党候选人艾森豪威尔更是把儘早结束朝鲜战争作为其未来新政府的第一项任务。
在这种背景下，双方都倾向於通过军事冒险，即是以军事上的主动或给对方以更多杀伤，争取在谈判桌前取得有利地位。10月8日，在聯軍谈判条件遭到朝鲜和中方拒绝后，远东司令部按计畫无限期退出谈判，并按照参谋长联席会议（JCS）的授权，着手向对手施加无情的军事压力。同日，克拉克批准了第8军团司令范佛里特（Van Fleet）提交的作战计畫，即「攤牌行動」。有意思的是，此战几乎在美国公佈总统竞选结果的同时结束。
该计畫由第9军提出，10月5日，范佛里特向克拉克提交了「攤牌行動」作战方案，根据该方案，第8军团准备用2个营的兵力，1个营来自第9军第7步兵师，1个营来自韩国第2师，在16个砲兵营280门火砲和200多架飞机的支援下，以5天伤亡200人的代价，佔领三角高地（即上甘岭）及狙击手岭。同日，韩軍第2师一名作战参谋被志愿军俘虏，审讯得知韩第2师已经进入备战状态，准备协助美军在上甘岭地区发动进攻，但志愿军对此情报未予重视。
10日-13日，聯軍開始砲擊與空襲，并采取欺敵行动，隐蔽向出发阵地运送兵力弹药。志愿军第15军第45师仍旧按原计畫将上甘岭地区砲兵调向注字洞南山方向，准备於10月18日发起进攻。
13日晚，美第7步兵师第31步兵团团长摩西上校（Lloyd R. Moses）认为火力准备不足，临时决定将对三角高地（597.9高地）的进攻兵力增加至2个营。

## 第一階段
第一階段從1952年10月14日到20日。

### 14日

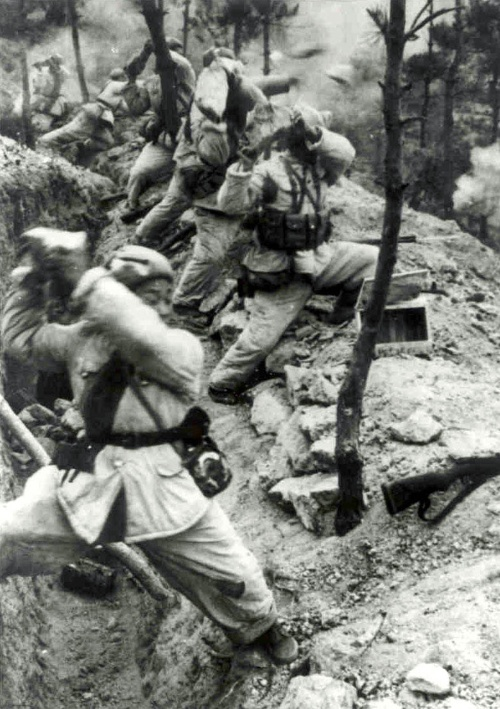
中國人民志願軍步兵在弹药耗尽后向联合国军投擲石頭

晨4:00，美國第7師31团第1和第3营攻擊志愿军45师135团9连（加强连，280人）防守的上甘嶺（597.9高地），韩国第2师32团第2和第3营攻击志愿军135团1连（加强连，280人）防守的狙击手岭（537.7高地）。志愿军因通讯中断，整天炮兵无法支援。韩军借助美空军燃烧弹的攻击，于下午3:20占领狙击手岭棱线，志愿军1连转入反斜面坑道防守。美军则在战斗开始不久的手榴弹对攻战中损失了几乎全部军士长，至黄昏仍无重大进展。14日晚7:00，志愿军45师4个连反击，经过白刃格斗，将韩军击退，夺回狙击手岭。美军据称弹药不足，受攻击后，即退回出发阵地。
第一天战斗，联军伤亡600人以上（美军31团伤亡433人，韩军第3营伤亡141人，第2营伤亡不详），参战4个营中3个营被迫撤下休整。志愿军伤亡500人以上，表面阵地全部被摧毁，储存弹药基本用尽。这一天的战斗中，美军首次为参战部队配发M-1951式防弹背心。

### 15日

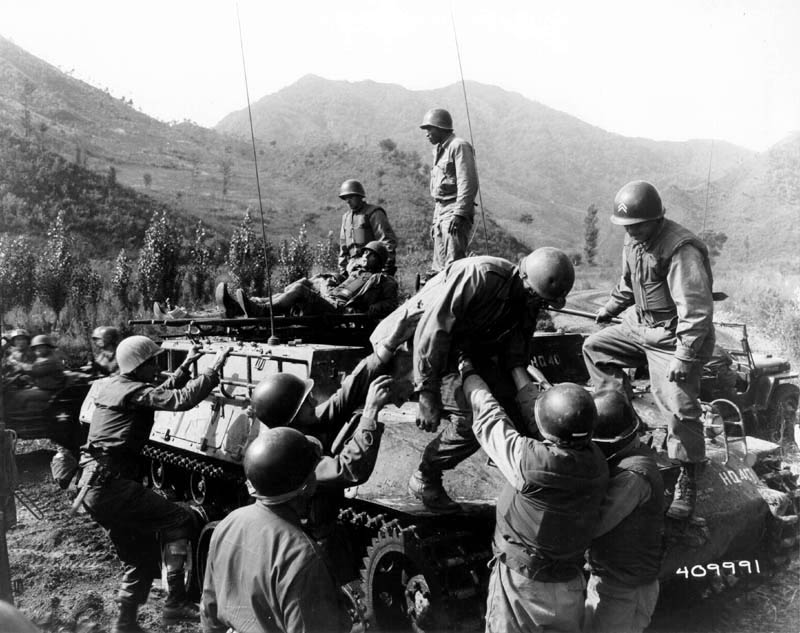
在第597.9高地的戰鬥後翌日，醫務兵協助料理美軍第31步兵團的傷兵

天亮以后，美軍第31團第2營和32团第1营投入战斗，因志愿军弹药用尽退守坑道，攻佔上甘嶺部分表面阵地。韩军换上17团第2营接替32团第2营，占领狙击手岭表面阵地。入夜，志愿军45师在炮火支援下进行反击，很快夺回全部阵地。

### 16日 - 19日
联合国军临阵换将，由32团团长罗斯上校取代31团摩西上校，同时第7师投入32团全部，以及17团第1和第2营。至此，美7师基本全部参战。志愿军方面初期误判联军行动为佯攻，至17日方确认为联军秋季攻势重点，并提出“敌人成团成营的向我阵地进攻，是用兵上的错误，要利用敌人的错误，造成美军大量人员伤亡”，遂向上甘岭方向增调重型炮兵。
16-19日双方反复争夺，白天联军利用优势炮火夺取表面阵地后，志愿军在晚间利用坑道和后方兵力夺回。在19日凌晨的反击中，中国人民志愿军135团2营通讯员黄继光在爆破美军火力点的过程中，“在多处负伤，爆破器材用尽后”，用身体挡住了美军的射击孔。黄继光阵亡后，被授予“中国人民志愿军战斗英雄”的称号，成为中国家喻户晓的英雄。

### 20日
東線美軍第7师首次於19日晚成功地守住了包括主峰在內的大部份表面陣地，而韓軍第2师在白天发动反击，将19日晚失去的狙击手岭北山表面阵地奪回。至此，联军占领全部表面阵地。志愿军虽仍在反斜面坑道中保存一定不成建制兵力，但已经失去反击力量。

## 第二階段
21日起至10月30日，志願軍上甘嶺地區表面陣地全部丢失，剩余人员进入坑道防御作战。双方都在调整战略和兵力部署，整个战场相对平静，却酝酿着接下去的更大战斗。
志愿军的坑道入口在反斜面，虽有后方火力掩护，但在联军地空火力封锁下，人员物资补给严重困难。只能不惜代价，在夜间抢运少量兵力弹药和给养。著名的20余名军人在断水情况下，仍互相谦让“一个苹果”的故事就发生在某坑道驻守分队中。志愿军后勤人员冒着敌炮火，付出巨大伤亡，基本保证了坑道驻守分队进行坚守战斗。较大的战斗发生在23日和25日，都没有获得战果。
联军占领表面阵地后，用大炮轟擊坑道口，用火焰噴射器射火焰進坑道，或用推土機推土封閉坑道口，并严密封锁运送给养的通道。10月26日，韩军炸塌志愿军2个坑道各一段，造成志愿军人员不断伤亡。同时，联军重新建立了火力点战壕等防御体系。
10月25日，志愿军第3兵团经过讨论，决定加大力量夺回597.9高地和537.7高地，并尽可能地造成美军人员伤亡。根据决定，志愿军命令15军29师87团，第12军31师91/92/93团，和34师106团共5个团增援上甘岭，同时增援了140门大口径火炮，24辆汽车多管火箭炮，和67门高射炮。
詹姆斯·范佛里特决定在10月25日由韩国第2师接手整个防线，美7师撤出战斗。

## 第三階段

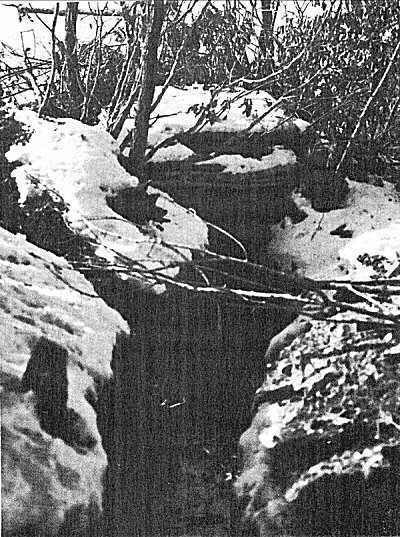
在狙击手嶺（537.7高地）的志愿军碉堡

10月30日至11月28日，志愿军展开反击，收复了597.9高地和537.7高地北山。

### 10月30日-11月5日
10月30日，志愿军准备多日的反攻拉开序幕。晚10:30，100余门大口径火炮反复覆盖由韩军第2师31团的防御阵地。这是志愿军在朝鲜战争开战以来进行的最大炮战。炮火准备之后，志愿军31师91团7个连，经激战夺取了597.9高地。其后5天，双方再次陷入拉锯战，并在猛烈炮火下，均付出重大伤亡。
从10月31日到11月5日，美军第9军出动韩9师30团来夺回597.9高地。这一次，志愿军91团成功地在白天守住了阵地。鉴于连日苦战，伤亡不断增大，当晚，美第9军下令停止对597.9高地的争夺。
597.9高地争夺战以志愿军的获胜告终。

### 11月6日-11月25日
夺取597.9高地后，志愿军投入31师92团将重点转向537.7高地北山。由于韩第2师32团已经据守约20天，形成稳固防御体系，双方争夺十分激烈，战斗至11日，志願军92团击败韩32团占领537.7高地北山。
12日，韩军增援17团投入战斗，双方在537.7高地北山重演597.9高地的残酷拉锯战。战至14日，志愿军92团伤亡严重由93团接替。93团投入作战仅4天便难以支撑，18日由志愿军34师106团接替。但由于韩军的顽强抵抗，537.7高地南山未能被占领。
志愿军106团团长武效贤改变了以人海对火海以及反击总是在傍晚炮火准备后进行的战术，讲求在用兵的数量和时间上灵活掌握，出敌不意，最大限度发扬火力，同时重新扩大了反斜面藏兵坑道。至11月25日，志愿军稳固占领537.7高地北山后，韩9师接手在537.7高地南山的防御，韩2师撤出，战场趋于平静。

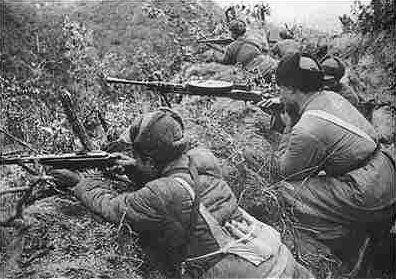
在三角高地防守的中国步兵班

### 11月26日 - 12月15日
11月28日，美第8集团军命令韩2师停止争夺537.7高地北山，美军结束“摊牌行动”。
12月1日到1953年初，志愿军第34师向537.7高地，即韩军称之为A高地，发起40余次进攻，遭驻守A高地的韩军第9师28团顽强抵抗，第34师被迫放弃夺取A高地的企图。
12月15日，志愿军34师106团将537.7高地北山交接给志愿军第15军45师。上甘嶺戰役結束。战后，志愿军第15军45师全體嘉獎為上甘岭英雄师。

## 结果及影响

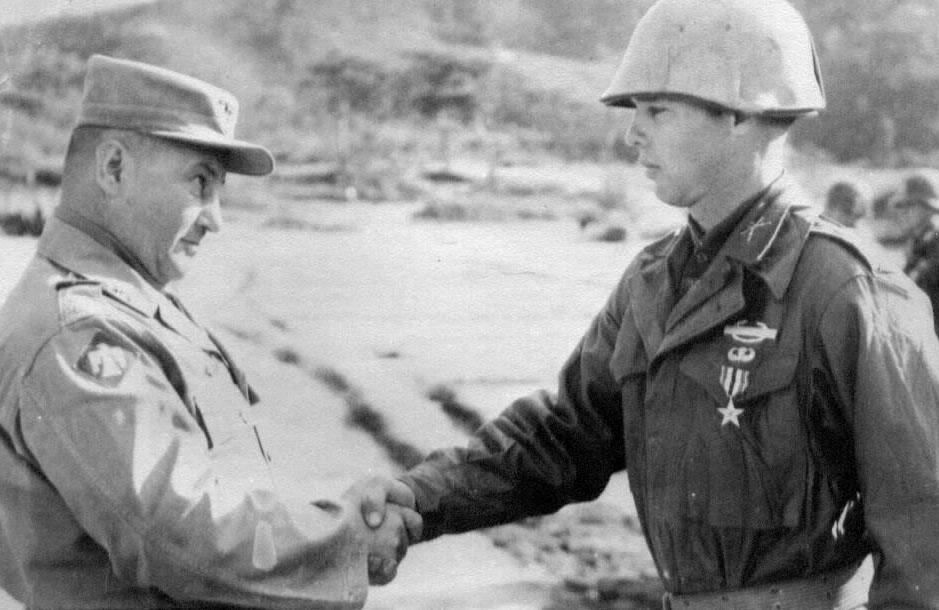
时任美第七步兵师指挥官韦恩·C·史密斯在1952年11月上甘嶺战役后为美军中尉汤姆·费尔南德斯颁发银星勋章

上甘岭战役是1952年规模最大最血腥的对抗，而且在中國戰史中成為極具重要性的戰役。
中华人民共和国方面统计，上甘岭战役中志愿军阵亡4,838人，伤6,691人。
按照《抗美援朝战史》记载，上甘岭战役于10月14日凌晨4时开始，参战部队为中国人民志愿军15军第45师3个团，15军29师87团，12军31师91/92/93团，和12军34师106团，使用67门高射炮掩护2个炮兵师共110门105毫米口径以上火炮以及2个营共24辆卡秋莎多管火箭炮参战，43天共发射炮弹40万发（含小口径火炮）。参战部队中国人民志愿军第十五军回国后和解放军空军空降师合编为空降兵军，作为战略快速机动部队，驻扎在湖北孝感市。
联合国军参战部队有：美第九军步兵第七师2个团（第31、第32团）又（第17团）2个营，空降第187团、埃塞俄比亚营、哥伦比亚营，韩二师3个团（第17、31、32团）及配属的第37团，韩九师第30团，以及美军第92炮兵营、第955炮兵营、第424炮兵营、第140坦克营、第15高射炮营、第86探照灯营、第7卫生营、第2观测营、第7信号连、第388化学兵连、美第五航空队、韩炮兵第93营、等。动用105毫米以上火炮288门，飞机278余架。韩国国防部官方历史共统计韩军阵亡1,096人，伤3496人，失踪96人。埃塞俄比亚和哥伦比亚伤亡不详。
据美国海外战争退伍军人协会，美第七步兵师在12天时间内以死亡365人的代价仍没有占领志愿军阵地。《Korean Battle Chronology》列出了美第七步兵师在此战役中阵亡329人，战伤1,298人，战俘遣返回2人，失踪认定死亡63人，总计1,692人。《朝鲜战争中的美国陆军》给出此战役联合国军伤亡9,000人，其中美第七步兵师9个营有8个营参加此战，死伤达2,000人；并给出了中国伤亡19,000名士兵。
马克·克拉克在回忆录上指出，鉴于上甘岭战役中联合国军伤亡过重，联军远东指挥部不得不停止了任何兵力多于一个营的战斗计划，由此，这场战役实际迫使联军停止了任何对志愿军的大规模进攻计划。克拉克和美国总统杜鲁门其后也承认此次战役严重挫伤了联合国军的士气。尽管规模宏大、影响深远，上甘岭战役却是西方媒体中关于朝鲜战争中最鲜为人知的战役之一。

## 相关文艺作品
- 电影《上甘岭》：由长春电影制片厂于1956年摄制，插曲《我的祖国》。
- 中國纪实文学《血雨》，作者叶雨蒙，1994年初版。
- 电视剧《上甘岭》：由刘伟强执导，黄轩，王雷等主演。

## 相关條目
- 白馬山戰役

## 引用
1. 1 2 3 4 5 6  Chae, Chung & Yang 2001，第470頁
2. ↑  Martinez, Guadalupe A.  (PDF). The Graybeards (Charleston, IL: Korean War Veterans Association). 2009-01, 23 (1): 30–31, 63  [2009-06-04]. （原始内容存档 (PDF)于2010-12-27）.
3. ↑  Edwards 2005，第170頁
4. ↑  Hermes 1992，第329頁
5. ↑  中国人民解放军军事科学院 2000，第304頁.
6. ↑  张嵩山 2010，第288頁.
7. 1 2  Ecker, Richard. . VFW Magazine. 2002-09  [2009-02-05]. （原始内容存档于2014-06-11）.
8. 1 2 3  Chae, Chung & Yang 2001，第472頁
9. ↑  张嵩山 2010，第290頁.
10. ↑  魏岳江. . 中国共产党新闻网. 2012年5月18日  [2014年10月27日]. （原始内容存档于2015年7月24日）.
11. ↑  张嵩山 2010，第285頁.
12. ↑  Hermes 1992，第318頁
13. ↑  《抗美援朝戰爭敵軍史料——朝鮮戰爭（第四卷）對峙中期》，黑龍江朝鮮民族出版社，1988年，第357頁。
14. ↑  Schnabel & Watson 1998，第126頁
15. ↑  Schnabel & Watson 1998，第159頁
16. ↑  Schnabel & Watson 1998，第146頁
17. ↑  Schnabel & Watson 1998，第181頁
18. ↑  Schnabel & Watson 1998，第182頁
19. ↑  Schnabel & Watson 1998，第189-193頁
20. ↑  Hermes 1992，第310-318頁
21. ↑  石峰; 王玉章. . 中國共青團.   [2014-10-27]. （原始内容存档于2016-03-04）.
22. ↑  .   [2014-03-21]. （原始内容存档于2014-03-22）.
23. ↑  国防軍史研究所 2010，第207頁.
24. ↑  《抗美援朝战争敌军史料——朝鲜战争（第四卷）对峙中期》，黑龙江朝鲜民族出版社1988年
25. ↑  《朝鲜战争备忘录》胡海波 编著，黄河出版社，2009年，ISBN 978-7-5460-0031-2。第十五章“中美鏖战上甘岭”。
26. ↑  Clark 1954，第80頁